# Michiru Kaioh
Michiru Kaioh ili Sailor Neptune (Neptunova ratnica) je lik u anime seriji "Sailor Moon". Njezina prva pojava bila je u Sailor Moon S sezoni. Raspolaže moćima mora, a njen planet zaštitnik je Neptun. Bila je odlična violinistica i slikarica, dok joj nije dana misija da skupi tri amajlije, pa se pridružila Mjesečevim Ratnicama. Njezina partnerica je Haruka Tenoh, Uranova ratnica. Njezine moći slične su moćima Ami Mizuno, Merkurove ratnice, dok se moći Merkura zasnivaju na čistoj vodi i ledu, moći Neptuna se zasnivaju na morskim dubinama.

## Profil
Michiru Kaioh je Neptunova ratnica. Ona je smirena, elegantna i koncentrirana osoba, ali i opasna kada treba biti. Talentirana je za plivanje, slikanje i sviranje, dok joj je najveći san da postane violinistica. Ima izraženu ljubavnu vezu s Harukom Tenoh, Uranovom ratnicom, koja se dobro vidi i u anime i u manga serijalu. Voli nakit, dok joj je akvamarin najdraži dragi kamen. Kosa joj je mordroplave boje.

## Neptunova ratnica
Neptunova ratnica nosi uniformu modrozelene boje i na njoj mašnu tamnoplave boje. Njezin napad je Neptune Deep Submerge, koji koristi kroz cijeli serijal.
Svoj drugi napad, Submarine Reflection, dobiva koristeći svoju amajliju, Zrcalo dubokog mora.